# Николай Аксёненко (паром)
«Николай Аксёненко» — первый российский автомобильный паром построенный для Керченской паромной переправы.

## Характеристики
Вместимость:
- пассажиров: 261 человек,
- автотехника:
  - до 4,2 м — 41 единица,
  - автобусы большой вместимости — 6 единиц.

На Керченской переправе способен работать при скорости ветра до 15 м/с. По этому параметру он уступает малым паромам «Ейск» и «Керченский-2» (примерно 18 м/с) и превосходит греческие «Ионас» и «Олимпиада» (10-12 м/с).

## История
Строительство судна под заводским номером 170 на датской верфи «Aarhus Flydedok A/S» в Орхусе было завершено 10 мая 1978 года.
Проект перестройки парома CNF12 разработан в ЗАО «Морское инженерное бюро» по заказу ООО «Аншип».
Судно под заводским номером 3327 было спущено на воду 30 июля 2013 года на судоремонтном заводе «Южный Севастополь» (Севастополь).
15 декабря 2013 года «Николай Аксёненко» приступил к работе на линии Кавказ — Крым, став первым российским автомобильно-пассажирским паромом, работающим на линии.
16 мая 2015 года «Николай Аксёненко» был снят с расписания в связи с приходом на линию Крым — Кавказ большого парома «Протопорус-IV». И ошвартован у железнодорожного причала в порту Крым.
1 июня 2016 года паром приступил к работе на линии «порт Кавказ причал № 8 — Керченский морской торговый порт».